# Bayreuthfestspelen
Bayreuthfestivalen (tyska: Bayreuther Festspiele) är en musikfestival som hålls årligen i Bayreuth, Tyskland, där sceniska verk av den tyske 1800-talskompositören Richard Wagner presenteras. Wagner själv kom på idén om en särskild festival för att visa upp sina egna verk, i synnerhet hans monumentala cykel Nibelungens ring och Parsifal.
Föreställningarna äger rum i en specialdesignad teater, Bayreuth Festspielhaus. Wagner övervakade personligen planeringen och byggandet av teatern, som innehöll många arkitektoniska innovationer för att rymma de stora orkestrarna som Wagner skrev för, liksom kompositörens speciella vision om iscensättningen av sina verk. Festivalen har blivit ett pilgrimsmål för wagnerianer och entusiaster av klassisk musik. Festivalen hölls första gången 1876 och sedan 1951 har den hållits varje år, i regel mellan 25 juli och 28 augusti.
Under mellankrigsåren och under andra världskriget användes Bayreuth flitigt i den tyska nationalistiska propagandan för att hävda den tyska kulturens överlägsenhet. Adolf Hitler var en god vän till familjen och enligt till exempel Gottfried Wagner (Wolfgang Wagners son) besökte Winifred Wagner onkel Wolf (som Hitler kallades i familjen) i fängelset efter den misslyckade statskuppen; "Mein Kampf" sägs ha skrivits på skrivpapper som tillhandahållits av Winifred. Efter kriget var den nazistiska stigmatiseringen en belastning och festivalen var vilande fram till 1951,  men hålls nu årligen runt skiftet mellan juli och augusti.
Historiskt sett var uppsättningar mycket konservativa och traditionella ända till dess Wieland Wagner reformerade praxisen genom bland annat starkt förenklade och avskalade scenbilder. Efter Wielands död 1966 ledde Wolfgang Wagner en viss återgång till den mer traditionella formen. Trots detta har man de senare åren gjort en del uppsättningar som först blivit skandalstämplade men därefter uppskattade, till exempel Patrice Chéreaus och Pierre Boulez Nibelungens ring från 1976. Sedan 2007 har Katharina Wagner, barnbarnsbarn till Richard och dotter till Wolfgang, iscensatt en mycket kontroversiell uppsättning av Mästersångarna i Nürnberg, som enligt media beskrivs som allt från "modig, innovativ" till "allmän Eurotrash". 
Bayreuthfestspelen har blivit en viktig institution för att bära vidare Wagners musik och är en prestigescen för stora wagnerröster. Birollerna som blomsterflickorna i Parsifal samt Valkyriorna var ofta en öppning för internationellt genombrott för nya duktiga sångare.
Efterfrågan på biljetter är mycket stor i förhållande till tillgång. Normalt får man vänta i flera år efter att årligen ha förnyat ansökan.

## Bakgrund
Richard Wagner ville ha en teater där han kunde förverkliga sina idéer om Gesamtkunstwerk som tonsättare, textförfattare, dramaturg och konstnärlig ledare. Den ska kunna ägna sig fullt ut åt framförandet av sina verk utanför metropolerna – utan distraktioner och utan att kompromissa med en repertoarverksamhet. Ursprunget till själva festivalen hade också sina rötter i Wagners intresse för att etablera sitt ekonomiska oberoende. Relationen med hans mecenat, kung Ludvig II av Bayern, försämrades och ledde till att han utvisades från München, där han ursprungligen hade tänkt starta festivalen. Wagner övervägde därefter Nürnberg, som skulle ha förstärkt den tematiska betydelsen av verk som Mästersångarna i Nürnberg. På dirigenten Hans Richters inrådan föll dock fokus på Bayreuth, som hade tre tydliga fördelar:
För det första hade staden en praktfull plats: Markgräfliches Opernhaus som byggdes för markgreve Fredrik av Brandenburg-Bayreuth och hans hustru Wilhelmine,  syster till Fredrik den store,  1747. Med sin stora kapacitet och starka akustik verkade operahuset passa bra ihop med Wagners vision. För det andra låg staden Bayreuth utanför de regioner där Wagner inte längre ägde rättigheterna till framförandet av sina egna verk, som han hade sålt 1864 för att lindra pressande ekonomiska bekymmer. Slutligen hade staden inget kulturliv som kunde konkurrera med Wagners egen konstnärliga dominans. Festivalen skulle, när den väl hade lanserats, bli det dominerande inslaget i Bayreuths kulturlandskap. Dessutom, "Richard Wagner ville inte att hans verk skulle tolkas mitt i liv och rörelse eller distraktioner i en storstad; Han sökte sig till en plats långt från den vanliga teatervärlden, där det var så tyst att åhörarna kunde koncentrera hela sin uppmärksamhet på det erbjudna verket och i pauserna vederkvicka sig i den naturliga omgivningen.""
I april 1870 besökte Wagner och hans hustru Cosima Bayreuth. Vid inspektion visade det sig att operahuset var otillräckligt. Den byggdes för att rymma 1700-talets barockorkestrar och var därför olämplig för de komplexa iscensättningar och stora orkestrar som Wagners senare sceniska verk krävde. Icke desto mindre visade sig stadsledningen vara öppna för att hjälpa Wagner med byggandet av en helt ny teater, och festivalen var planerad att starta 1873. I början av februari 1872 grundade han festspelens styrelse, med den lokale bankiren Friedrich Feustel som ordförande. Efter ett fruktlöst möte våren 1871 med den tyske förbundskanslern Otto von Bismarck för att få fram pengar gav sig Wagner ut på en insamlingsturné runt om i Tyskland, bland annat i Leipzig och Frankfurt am Main.
En första offentlig prenumeration visade sig vara en besvikelse. För att finansiera kostnaderna för att bygga en festsal och den första säsongen, som han uppskattade till 300 000 daler, grundade Wagner en mecenatförening, som under ledning av Marie von Schleinitz, en vän till hans hustru Cosima Wagner, utfärdade aktiebrev för 300 daler vardera. Köparen fick en plats för tre cykliska föreställningar av Ringen. Detta anses vara uppfinningen av insamling. Sällskap bildades i Leipzig, Berlin, Wien och på andra platser. Trots direkta vädjanden baserade på Wagners roll som kompositör av det nya tyska riket, var sällskapen och andra insamlingskanaler långt ifrån tillräckliga i slutet av 1872. Våren 1873 hade dock endast 340 patronatscertifikat utfärdats. Wagner vädjade till Bismarck i augusti 1873 och fick återigen avslag. Desperat vände sig Wagner till sin tidigare beskyddare kung Ludvig II, som motvilligt gick med på att hjälpa till. I januari 1874 beviljade kungen 100 000 daler och byggandet av teatern, ritad av arkitekten Gottfried Semper, påbörjades kort därefter. En planerad debut 1875 sköts upp ett år på grund av byggförseningar och andra förseningar.
Utvärderingen av arkiven visade att judar, liksom i andra operahus, diskriminerades i den pågående teaterverksamheten. Men den bittra antijudiska ideologiska ram som Wagner själv, hans hustru Cosima eller deras svärson Houston Stewart Chamberlain gav utlopp för inte existerade någon annanstans. Denna tydliga judiska bild av fienden fanns bara i Bayreuth, sammanfattade Hannes Heer sin forskning 2012. Trots detta uppträdde många viktiga judiska artister regelbundet vid festspelen i Bayreuth. Wagner själv var vän med hovkapellmästaren Hermann Levi i München och lyckades tillsammans med kung Ludvig övertala honom till att bli dirigent för Parsifal-premiären 1882 trots fientlighet från andra håll. Den österrikisk-amerikanske basbarytonen Friedrich Schorr var engagerad 1925–1931 som Wotan, Hans Sachs och Holländaren. Richard Wagner hade också ett nära konstnärligt samarbete med den tysk-judiske operaimpressarion Angelo Neumann, som gjorde Wagners Ringen-uppsättning från 1876 berömd i Bayreuthfestspelens originalmiljöer på teaterturnéer runt om i Europa. Fram till andra världskriget följde uppsättningarna i stort sett originaltextens scenanvisningar och formade en föreställningspraxis som också hade en stildefinierande effekt på andra operahus.

## Historik fram till 1944

### Richard Wagner

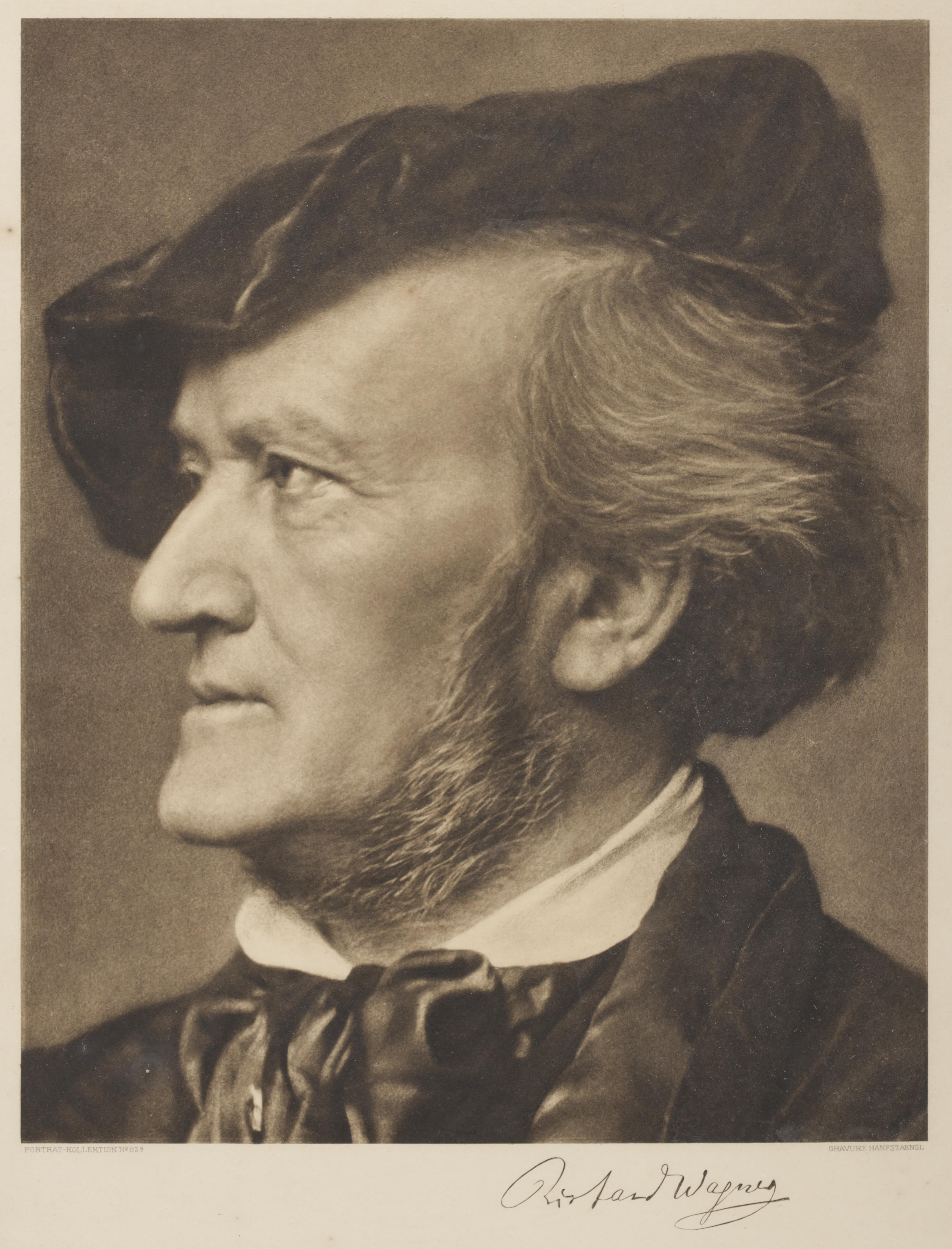
Richard Wagner

Sedan Bayreuthfestspelen öppnades 1876 har de varit ett sociokulturellt fenomen. Invigningen ägde rum den 13 augusti 1876 med ett framförande av Beethovens "Körsymfoni", som då och då sätts upp på programmet under festivalen. (Den spelades vid återinvigningen efter kriget 1951 och därefter 1953, 1954, 1963, 2001 och hade planerats för den inställda säsongen 2020.) Sedan följde urpremiären av Rhenguldet. Närvarande vid detta unika musikaliska evenemang var Kaiser Wilhelm, Dom Pedro II av Brasilien, kung Ludvig (som hade deltagit i generalrepetitionerna den 6-9 augusti och återvände till Bayreuth för den tredje och sista omgången föreställningar, även om han undvek all offentlig hyllning och deltog i hemlighet, förmodligen för att undvika kejsaren av Tyskland) och andra medlemmar av adeln, liksom författarna Leo Tolstoj, Paul Lindau, arkitekten Gottfried Semper och filosofen Friedrich Nietzsche som gjorde stora ansträngningar för att hjälpa sin dåvarande gode vän Wagner att etablera festivalen, och framstående kompositörer som Anton Bruckner, Edvard Grieg, Pjotr Tjajkovskij, Franz Liszt, Karl Klindworth, Camille Saint-Saëns och den unge Arthur Foote.
Föreställningarnas konstnärliga framgångar stördes av ett antal tekniska missöden. På grund av det ekonomiska misslyckandet – skulder på 148 000 mark återstod – kunde nästa fest inte hållas förrän 1882 (med uruppförandet av Parsifal). Som han skrev i ett brev till  kung Ludvig hade Wagner för avsikt att gradvis framföra sina andra verk på Festspielhaus "på ett sådant sätt att dessa föreställningar kan överlämnas till mina närmaste efterkommande som modeller för korrekthet". Kompositören avled några månader senare. Fram till strax före sin död hade han en idé om att omarbeta Tannhäuser och Den flygande holländaren för att göra dem "värdiga Bayreuth". Även om han inte förbjöd framförandet av sina tidiga verk (Das Liebesverbot, Die Feen och Rienzi), uttryckte han inget intresse för att göra det. Än i dag är det brukligt i Bayreuth att bara spela de tio stora verken, från Den flygande holländaren till Parsifal.
Konstnärligt blev festivalen en succé. ("Något har hänt i Bayreuth som våra barnbarn och deras barn fortfarande kommer att minnas", skrev Tjajkovskij, som deltog i festspelen som Rysslandskorrespondent.) Ekonomiskt var festivalen dock en katastrof och började inte inbringa pengar förrän flera år senare. Wagner övergav sin ursprungliga plan att hålla en andra festival året därpå och reste till London för att dirigera en serie konserter i ett försök att kompensera underskottet. Även om festivalen plågades av ekonomiska problem under de första åren, överlevde den genom statliga ingripanden och fortsatt stöd från inflytelserika wagnerianer, inklusive kung Ludvig II av Bayern.
Festivalen har ända sedan starten lockat till sig ledande dirigenter och sångare, varav många uppträtt utan lön. En av dessa var Hans Richter, som dirigerade uruppförandet av Nibelungens ring 1876. En annan var den begåvade dirigenten Hermann Levi, som personligen valdes av Richard Wagner att dirigera Parsifals uruppförande 1882 med hjälp av den unge Engelbert Humperdinck.

### Cosima Wagner

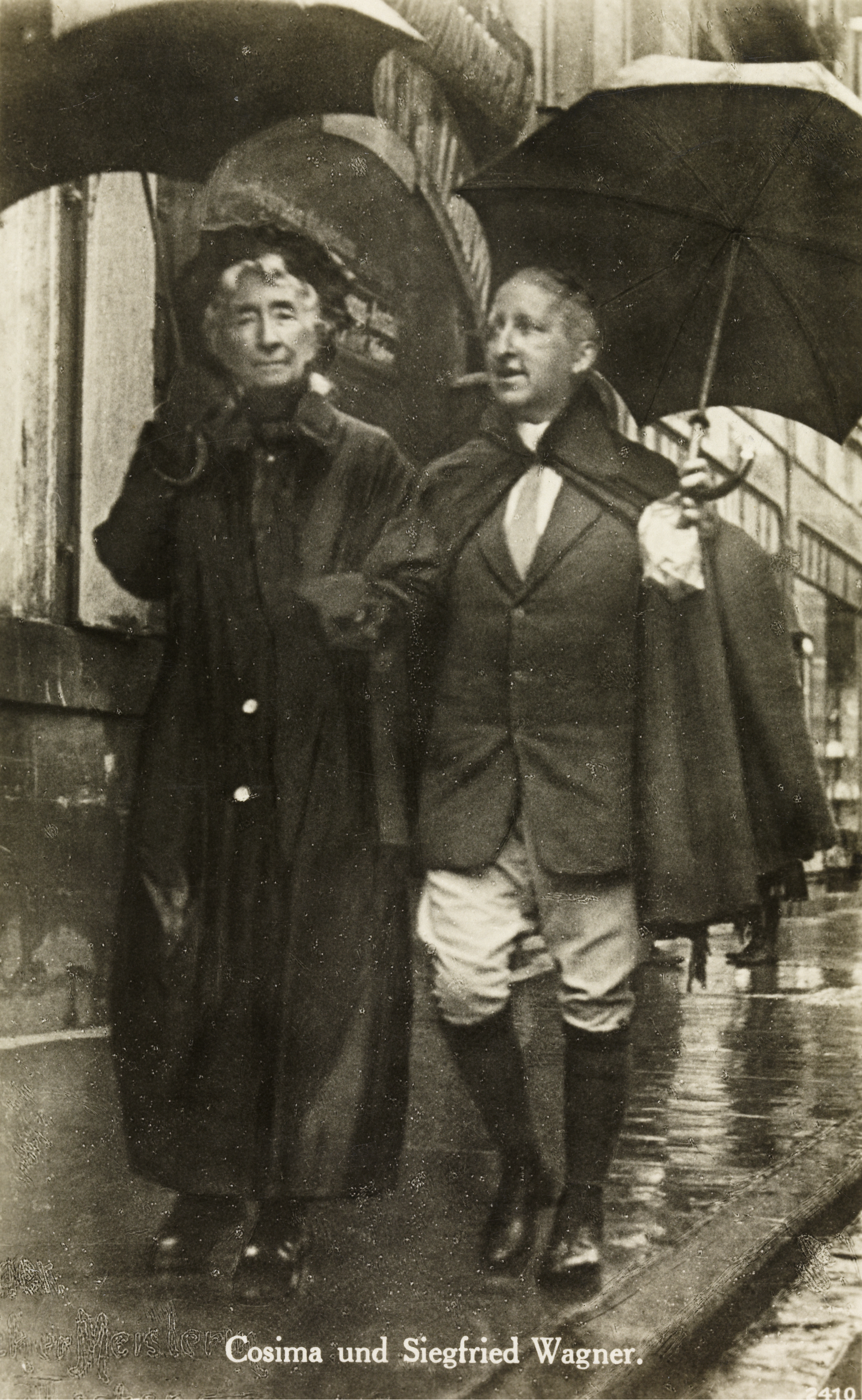
Cosima Wagner med sonen Siegfried på promenad i Bayreuth.

Wagner själv hade inte utsett någon efterträdare för att leda festivalen. Efter hans oväntade död den 13 februari 1883 fortsatte de av hans änka och ägde till en början rum oregelbundet. Vänner till familjen Wagner lyckades övertyga Cosima, som verkade apatisk i många veckor efter sin makes död, att ta sig an denna uppgift. Så småningom introducerade hon de tidiga operorna som kompletterar Bayreuth-kanon av Wagners tio sista mogna verk. Redan i juli 1883 framfördes Parsifal tolv gånger; Cosima blev festivaltraditionens egentliga grundare och fanatiska väktare. Under feståren 1884, 1886, 1888 och 1889 stabiliserade hon detta arbete.
Levi, som var son till en rabbin, förblev festivalens huvuddirigent under de följande två decennierna. Felix Mottl, som var involverad i festivalen från 1876 till 1901, dirigerade Tristan och Isolde där 1886. Fram till 1920-talet var föreställningarna helt i enlighet med de traditioner som etablerats under kung Ludvigs beskydd. Inte en ton "klipptes bort" från någon av de enorma partituren; Inga eftergifter gjordes till gränserna för det mänskliga tålamodet från åhörarnas sida. Cosima Wagner bevarade uppsättningarna av Parsifal och Ringen precis som de hade varit på Wagners tid, och försvarade alla föreslagna förändringar med vädjanden till sin son Siegfried: "Var det inte så här pappa gjorde 1876?"
Gång på gång var festivalen av ekonomiska skäl – den var en rent privat angelägenhet för familjen Wagner – tvungen att pausas för att komma till rätta med ekonomiska flaskhalsar. Publikens efterfrågan var inte heller alltid tillräcklig, ibland spelades den inför endast måttligt fulla hus. Efter Wagners död 1883 tog Adolf von Groß, en vän till familjen Wagner, över den ekonomiska förvaltningen och införde "strikt utgiftsdisciplin". På så sätt säkrades festivalen gradvis ekonomiskt. Lånen från den bayerska kungafamiljens privata tillgångar återbetalades av familjen Wagner fram till 1906.
Bland festivalgästerna från den tiden fanns Max Reger (1888), kejsar Vilhelm II (1888), Theodor Fontane (1889), Auguste Rodin (1897), George Bernard Shaw (1897) och Mark Twain (1891).

### Siegfried Wagner

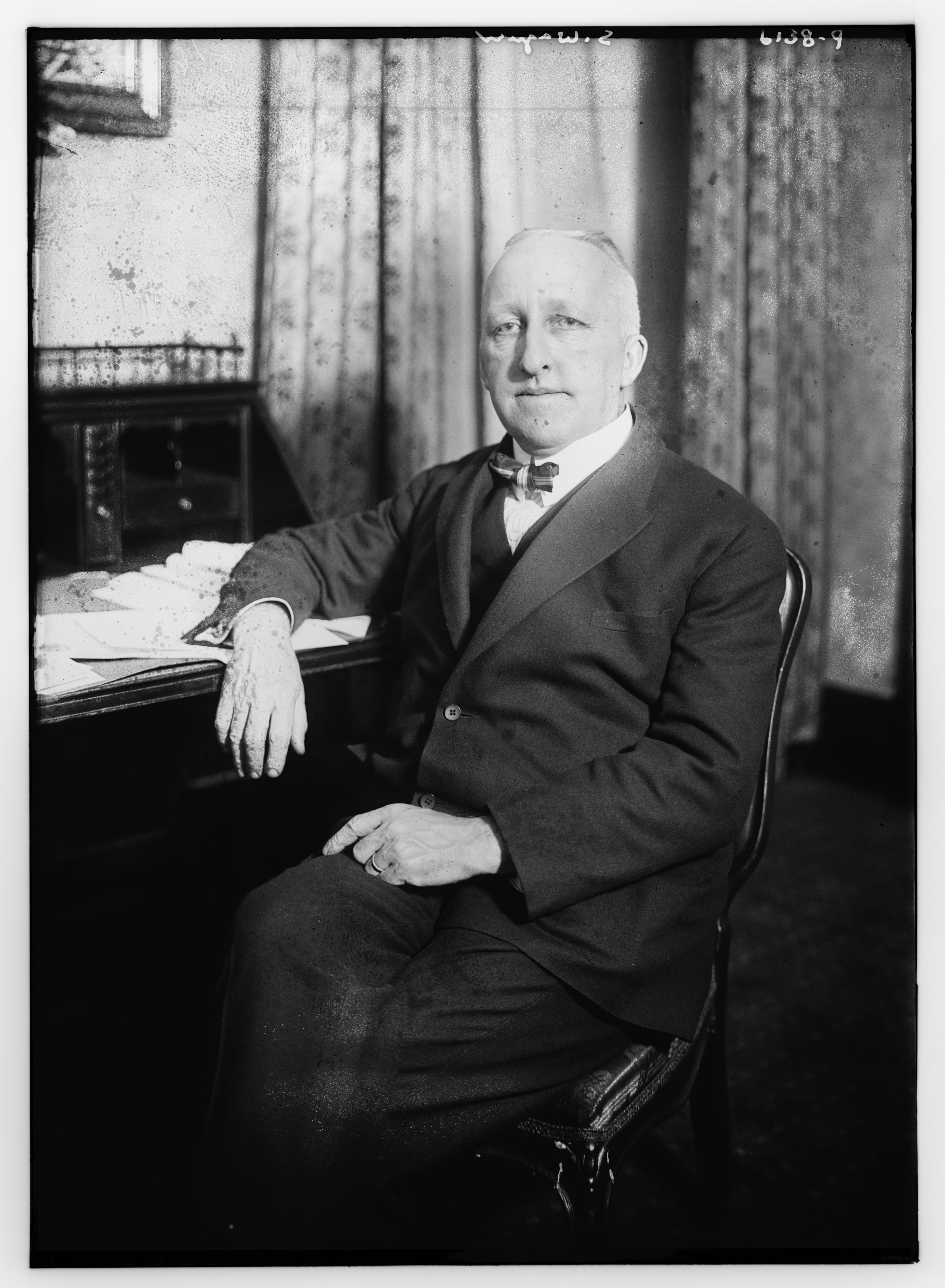
Siegfried Wagner

Själva festivalen utvecklades i en växling mellan konstnärlig stagnation och innovation. Cosima Wagner, som själv regisserade filmen från 1886 och framåt, hade en strikt uppfattning om verkets trohet. År 1908 lämnade hon på läkares inrådan över ledningen av festivalen till sin son Siegfried Wagner, som gradvis gjorde det möjligt att modernisera föreställningarna. Festivalgäster under åren före Första världskriget var Albert Schweitzer, Thomas Mann (1909), Igor Stravinskij (1910), Gerhart Hauptmann (1911), Ernest Newman och William Somerset Maugham. [11]
Första världskriget tvingade den nuvarande säsongen att ställas in 1914; Återbetalningen av köpta biljetter orsakade ett stort underskott, så det dröjde till 1924 innan festivalen kunde hållas igen. År 1921 samlade en ny tysk festivalstiftelse in mer än fem miljoner mark genom försäljning av beskyddarcertifikat. Inflationen 1921/22 devalverade dock dessa tillgångar, så att det var först efter ett tioårigt uppehåll, den 22 juli 1924, som festivalen kunde öppnas igen under ledning av Siegfried Wagner. Premiären av Mästersångarna förvandlades till en skamlöst nationalistisk tillställning; Bland gästerna fanns Erich Ludendorff och Heinrich Claß. De sista applåderna efter tredje akten ledde till Deutschlandlied, som sjöngs av publiken som stod upp. Som ett resultat av detta kände sig festivalledningen tvungen att vädja om att sådana uttalanden skulle undvikas.
I sitt testamente från 1929 stipulerade Siegfried Wagner att festspelen permanent skulle vara familjen Wagners ansvar och att endast faderns verk i Bayreuth fick framföras där: "Festspielhaus får inte säljas. Den bör alltid användas för de ändamål som den var avsedd för av dess byggare, det vill säga endast för det festliga framförandet av Richard Wagners verk." Om dessa villkor inte var uppfyllda skulle Festspielhaus återgå till staden Bayreuth, som i sin tur skulle vara bunden av det senare villkoret. Huruvida förbudet mot att undanta andra verk fortfarande är bindande har diskuterats upprepade gånger, även av familjemedlemmar.

### Winifred Wagner

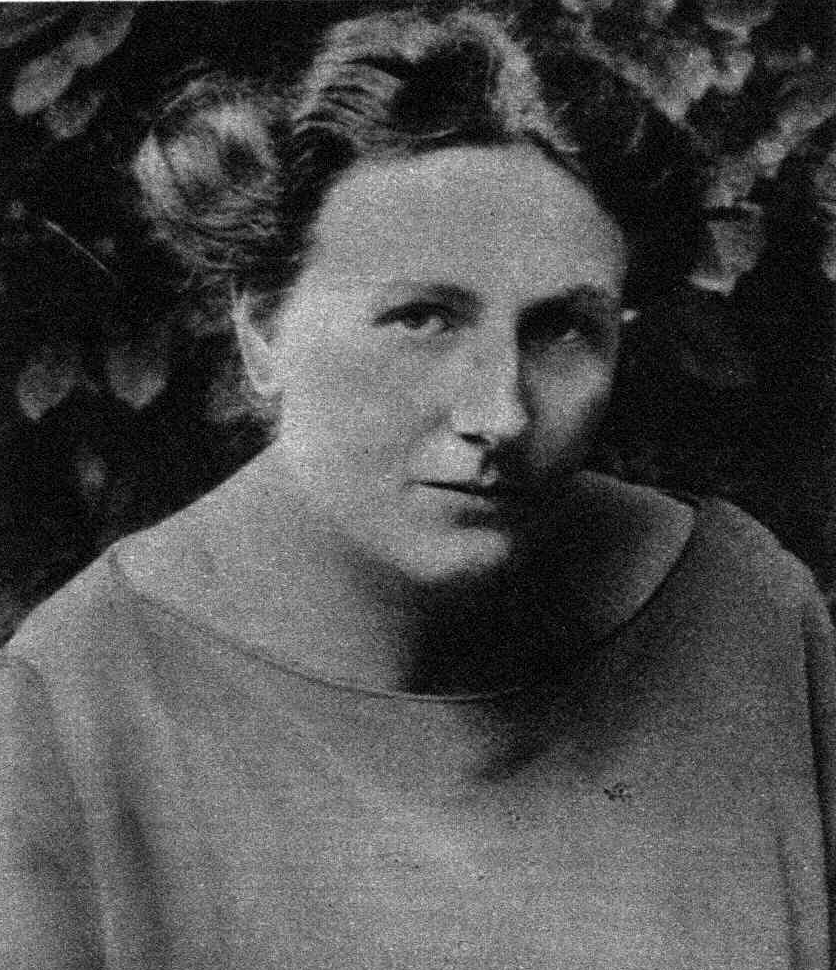
Winifred Wagner

Festivalen var problematisk i början av 1930-talet: Siegfried Wagner dog 1930 vid 61 års ålder av en hjärtattack som han ådrog sig under repetitionerna. Festivalen togs nu över av hans änka Winifred Wagner. På 1920-talet, långt före nazistpartiets uppkomst, blev Winifred Wagner en stark anhängare och nära personlig vän till Adolf Hitler. Hennes korrespondens med Hitler har aldrig släppts av Wagnerfamiljen. Hon och andra festivalledare var medlemmar i den nazistiske chefsideologen Alfred Rosenbergs Kampfbund für deutsche Kultur, som aktivt undertryckte modernistisk musik och verk av "degenererade" konstnärer. Festivalen behöll en viss konstnärlig självständighet under nazisternas styre. Ironiskt nog deltog Hitler i föreställningar där judiska och utländska sångare deltog, långt efter att de hade förbjudits från alla andra scener i Tyskland (inklusive den homosexuelle hjältetenoren Max Lorenz, gift med en välkänd judisk kvinna). 
Under tiden uppstod spänningar och avundsjuka gång på gång mellan den nyanställde dirigenten Arturo Toscanini och de två andra dirigenterna från 1930 och 1931, Karl Muck och Wilhelm Furtwängler. Strax innan repetitionerna inför festivalen 1933 började drog Toscanini tillbaka sitt engagemang eftersom det efter Nationalsocialistiska tyska arbetarepartiets maktövertagande i Tyskland rådde en främlingsfientlig och framför allt antijudisk stämning. Winifreds inflytande på Hitler var så starkt att han på hennes befallning skrev ett brev till Toscanini och bjöd in honom att leda festivalen.  Toscanini vägrade. Från 1933 till 1942 leddes festivalen huvudsakligen av Karl Elmendorff.
Karl Muck var fast besluten att hålla uppsättningarna av Wagners verk så "fria från judar" som möjligt och endast när det inte fanns några alternativ, "bita ihop", som han uttryckte det. Detta gällde även Bayreuths festspelsorkester. Winifred Wagners närhet till Adolf Hitler säkerställde att festivalen från 1933 och framåt finansierades av staten och befriades från alla bekymmer. Men det bidrog också i hög grad till att Wagner (enligt litteraturvetaren Hans Mayer) "handlade under noll på kulturutbytet" 1945. Thomas Mann refererade till Bayreuth som "Hitlers hovteater".
Det var i Nazityskland som festivalen för första gången bröt med traditionen och övergav de förfallna 1800-talsscenografierna som skapats av Richard Wagner. Många protesterade mot förändringarna, däribland framstående dirigenter som Toscanini och Richard Strauss, och till och med några medlemmar av Wagnerfamiljen. Enligt deras uppfattning var varje förändring av festivalen ett vanhelgande av "Mästaren" (Wagner). Hitler godkände dock förändringarna, vilket banade väg för fler innovationer under de kommande decennierna.

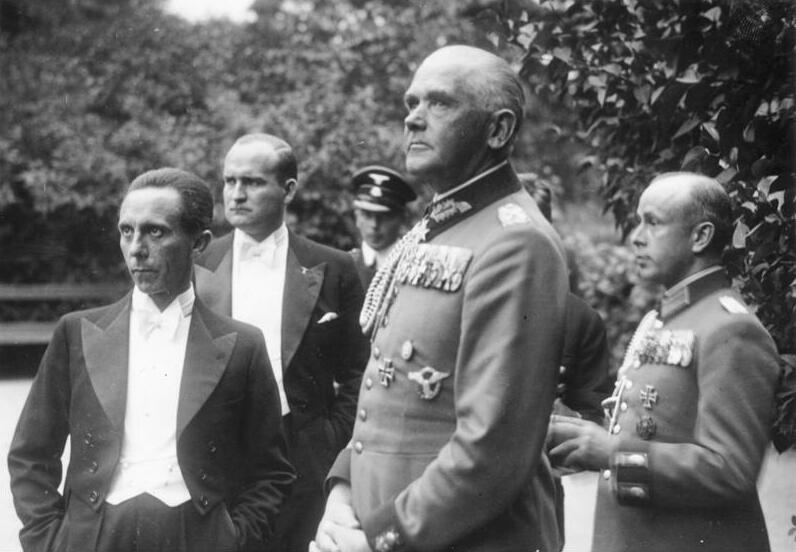
Propagandaminister Joseph Goebbels (till vänster) och generalfältmarskalk Werner von Blomberg (andra från höger) vid en paus under festspelen 1937

Under åren fram till andra världskrigets utbrott var Hitler en ständig gäst i Bayreuth under festivalsäsongen. Han besökte Bayreuth för sista gången sommaren 1940. Från och med nu hölls så kallade "krigsfestivaler" på Hitlers order. NS-organisationen Kraft durch Freude med sin avdelning "Semester och resor" tog över biljettförsäljningen. Chef för denna avdelning var Bodo Lafferentz, som blev Winifreds svärson 1943 när han gifte sig med Verena. Lafferentz tog över tilldelningen av korten, som främst gavs till sårade soldater med deras vårdpersonal samt rustningsarbetare. Under kriget överläts festivalen till nazistpartiet, som fortsatte att sponsra uppträdanden för sårade soldater som återvände från fronten. Dessa soldater tvingades gå på föreläsningar om Wagner före föreställningarna, och de flesta tyckte att festivalen var tråkig. Men som "Führerns gäster" var det ingen som klagade.
Från 1941 och framåt påverkades festivalen alltmer av kriget. Eftersom det under festivalens första vecka 1941 beordrades total mörkläggning från omkring klockan 21 på kvällen, och föreställningarna började strax efter middagstid. År 1944 var det bara Mästersångarna i Nürnberg som stod kvar på programmet. Den sista av årets tolv föreställningar ägde rum den 9 augusti. Det var den näst sista operaföreställningen någonsin i Tredje riket, och den sista var den offentliga generalrepetitionen av Richard Strauss Die Liebe der Danae vid Festspelen i Salzburg den 16 augusti 1944. Vid krigsfestivalen stod Waffen-SS för pausmusiken.

## Efterkrigshistoria – "Neubayreuth"
Två tredjedelar av staden Bayreuth förstördes av amerikanska bombningar under andra världskrigets sista dagar, och tog med sig rotundan, vardagsrummet och gästrummet i familjehuset Wahnfried, även om själva teatern var oskadd. I samband med denazifieringen inriktades förfarandet vid appellationsdomstolen i Bayreuth uteslutande på Winifred Wagners person, i stället för att undersöka förvecklingarna i hela festivalverksamheten. Winifred Wagner dömdes till skyddstillsyn av en krigsdomstol på grund av sitt stöd till nazistpartiet. Hon klassificerades som en "anhängare" och domstolen förbjöd henne också att administrera festspelen i Bayreuth och dess tillgångar, som så småningom tillföll hennes två söner Wieland och Wolfgang. Detta banade väg för ett återupptagandet av festivalen.
År 1949 grundades "Sällskapet Bayreuths vänner" i syfte att samla in pengar för att genomföra festivalen. Redan vid pingsten 1950 fanns 400 000 DM tillgängliga. Hittills har "Bayreuths vänner" donerat 60 miljoner euro till festspelen i Bayreuth.
Under den amerikanska ockupationen av regionen efter andra världskriget användes teatern för arméns rekreation och religiösa tjänster för amerikanska soldater. Endast populära konserter och blandad underhållning var tillåtna: komedi, dans, akrobatik, och endast operetten Läderlappen spelades. När festspelen överlämnades till staden Bayreuth 1946 användes det för konserter med Bayreuths symfoniorkester och framföranden av operor som Beethovens Fidelio, Eugen d'Alberts Tiefland, Puccinis Madama Butterfly och Verdis La traviata och samtal om återöppnandet av Wagnerfestspelen inleddes. Den 29 juli 1951 återinvigdes de med ett framförande av Bayreuths festspelsorkester under ledning av dirigenten Wilhelm Furtwängler av Beethovens 9:e symfoni, följt av det första efterkrigsframförandet av Wagners Parsifal.

### Wieland Wagner
Under ledning av Wieland Wagner inledde det "nya Bayreuth" en epok som var inget mindre än revolutionär. Borta var de genomarbetade naturalistiska scenografierna och ersatta med minimalistiska moderna uppsättningar. I jämförelse verkade förändringarna före kriget tama. För första gången i Bayreuths historia buade publiken i slutet av föreställningarna. Wieland hånades särskilt för sin uppsättning av Mästersångarna i Nürnberg 1956. De konservativa betraktade brytandet av denna "heliga tyska tradition" som en skandal.
Wieland försvarade förändringarna som ett försök att skapa en "osynlig scen" som skulle göra det möjligt för publiken att uppleva de fulla psykosociala aspekterna av dramat utan bagage och distraktion av utarbetade scenografier. Andra har spekulerat i att Wieland genom att beröva Wagners verk deras germanska och historiska element försökte distansera Bayreuth från dess nationalistiska förflutna och skapa uppsättningar med universell dragningskraft. Med tiden kom många kritiker att uppskatta den unika skönheten i Wielands nytolkning av sin farfars verk.
Wielands nyskapande produktioner jämfördes med brodern Wolfgangs, som kritikerna enhälligt ansåg vara oinspirerade. Om Wielands produktioner var radikala, var Wolfgangs bakåtsträvande. Även om Wolfgang fortfarande var minimalistisk i sitt tillvägagångssätt, återupplivade han mycket av de naturalistiska och romantiska elementen från förkrigsproduktionerna. När Wieland dog i förtid i lungcancer 1966 var det många som undrade om Bayreuth hade någon framtid. De började ifrågasätta Bayreuths överlägsenhet bland de tyska operahusen, och vissa menade att intressantare uppsättningar sattes upp på annat håll.

### Wolfgang Wagner

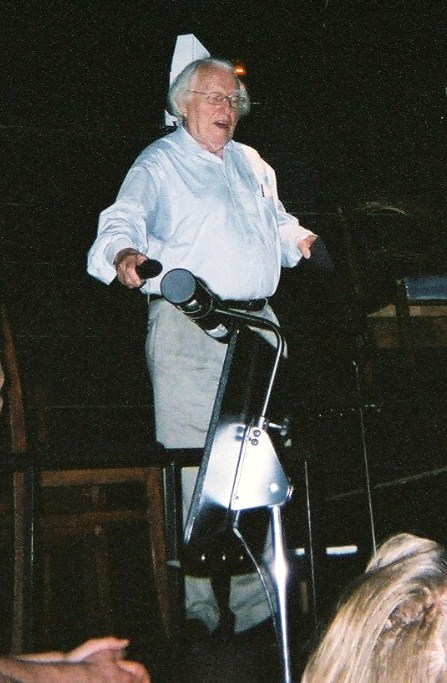
Wolfgang Wagner 2004

Medan Wolfgang Wagner fortsatte att administrera festivalen, från och med 1970-talet, sköttes produktionen av ett antal nya direktörer i vad Wolfgang kallade Werkstatt Bayreuth (Bayreuth-verkstaden). Tanken var att göra festivalen till en möjlighet för regissörer att experimentera med nya metoder för att presentera scenverken. Förändringen kom av nödvändighet, eftersom det var omöjligt för Wolfgang att både administrera och leda festivalen. Det gav också en möjlighet för Bayreuth att förnya sig med varje produktion, snarare än att fortsätta att presentera samma sceniska verk på samma sätt, år efter år. Ingmar Bergman, som gjort en svensk filmatisering av Mozarts Trollflöjten, tackade nej till en inbjudan att regissera festivalen.
Den mest uppseendeväckande uppsättningen i Werkstatt Bayreuth var den hundraåriga Ringcykeln (Jahrhundertring) 1976 i regi av Patrice Chéreau, som använde en uppdaterad 1800-talsmiljö, efter George Bernard Shaws tolkning som betraktade Ringen som en social kommentar till de rika 1800-talskapitalisternas exploatering av arbetarklassen. Publikens reaktioner var till en början delade mellan de som såg uppsättningen som en förolämpning och de som ansåg att den var den bästa Ringcykeln som någonsin producerats. Den efterföljande konflikten, som endast saknade regelrätt upplopp, mellan anhängare och belackare saknade motstycke i festivalens historia. Senare visade sig föreställningarna vara inflytelserika för konceptet Regietheater.
Andra framstående regissörer som har medverkat i Werkstatt Bayreuth är Jean-Pierre Ponnelle, Sir Peter Hall från Royal Shakespeare Company, Götz Friedrich från Deutsche Oper Berlin, Harry Kupfer från Staatsoper i det forna kommunistiska Östtyskland och Heiner Müller från Berliner Ensemble. Wolfgangs beslut att ta in experimentella regissörer bidrog till att föryngra Bayreuth och återupprätta dess rykte som världsledande inom Wagneropera.
Sedan 1973 drivs festspelen av Richard Wagner-stiftelsen Bayreuth. Stiftelsens medlemmar är Förbundsrepubliken Tyskland, förbundslandet Bayern, staden Bayreuth, Bayreuths vänner, Bayerns statsstiftelse, Oberfrankens stiftelse, Oberfrankens distrikt och medlemmar av familjen Wagner. Verkställande direktör för styrelsen är överborgmästaren i Bayreuth. Festivalen har arrangerats av "Bayreuth Festival GmbH" sedan 1986. Festivalens budget är 16 miljoner euro per år (från och med 2012). Den federala regeringen, delstaten Bayern och staden Bayreuth subventionerar festivalen med sju miljoner euro årligen, och stadens andel ökade från 1 miljon euro till 1,11 miljoner euro 2016.

## 2000-talet

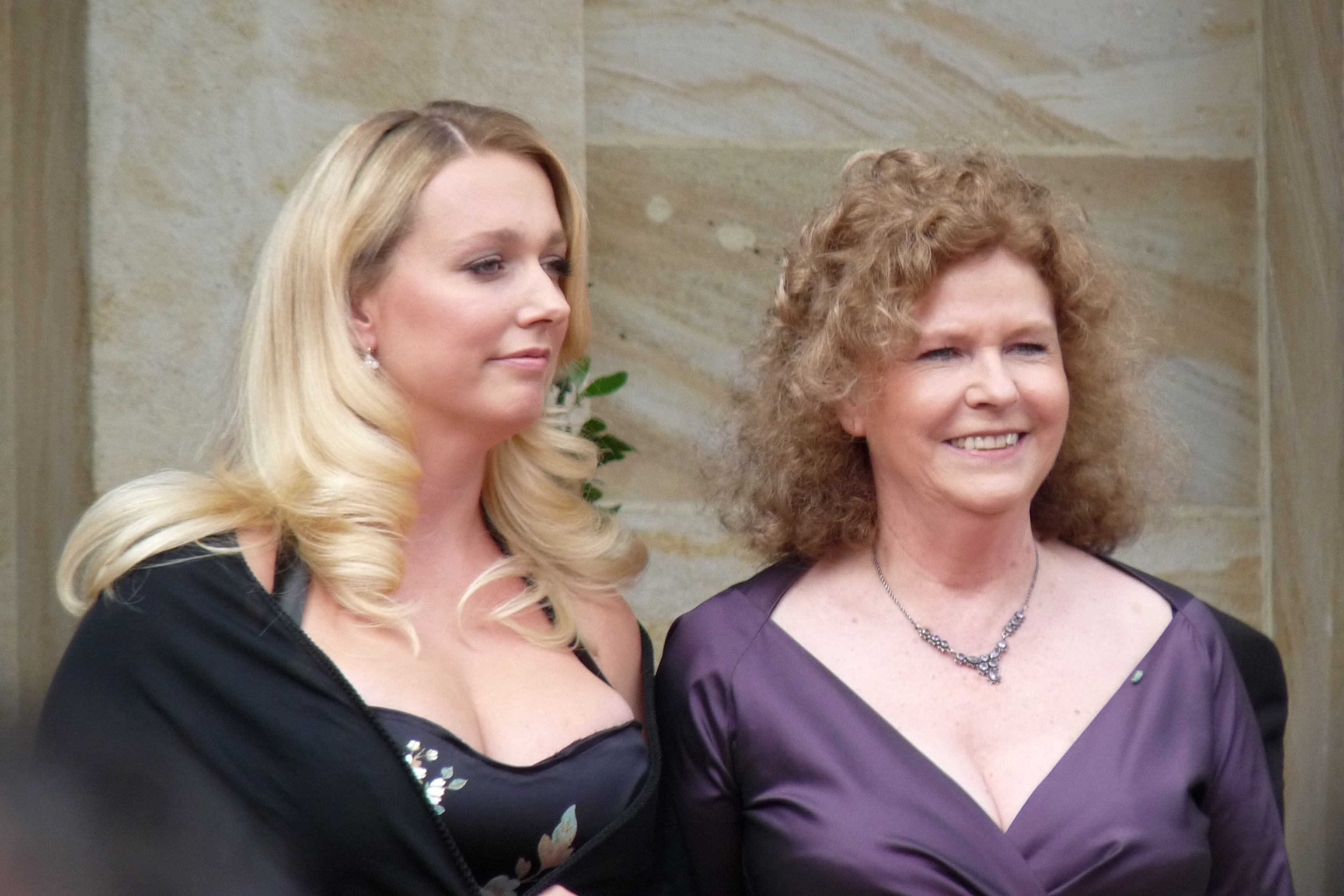
Halvsystrarna Katharina Wagner och Eva Wagner-Pasquier.

Sedan återinvigningen 1951 (fram till 1966 tillsammans med sin bror Wieland) hade Wolfgang Wagner varit konstnärlig ledare för festivalen. Under 1990- och 2000-talen höjdes röster för att festivalchefen skulle avgå (även via media) till förmån för olika möjliga efterträdare (bland annat Wielands dotter Nike Wagner, Wolfgangs dotter Eva Wagner-Pasquier, Wolfgangs systerson Wieland Lafferentz, Wolfgans hustru Gudrun Wagner och deras dotter Katharina Wagner). År 2001 hade festivalens 21 medlemmar röstat fram Eva Wagner-Pasquier som efterträdare. Beslutet var mot Wolfgang Wagners vilja och Eva Wagner-Pasquier avsade sig posten kort efter valet, eftersom Wolfgang Wagner åberopade sitt kontrakt på livstid och inte ville lämna sin post frivilligt. Wolfgang Wagner föreslog dock att han skulle lämna över makten till sin andra hustru Gudrun och deras dotter Katharina. Efter Gudrun Wagners plötsliga bortgång och med tanke på festivalchefens höga ålder aktualiserades frågan om tronföljden på nytt i november 2007. I april 2008 tog Wolfgang Wagner själv upp en successionslösning, bestående av sina två döttrar, och meddelade sin avgång om styrelsen skulle rösta för halvsystrarna Eva och Katharina som gemensam ledningsgrupp för Bayreuthfestivalen. Styrelsen hade sagt att företräde kommer att ges till ättlingar till Richard Wagner och att en icke-ättling måste vara en klart bättre kandidat. 
Den 1 september 2008 utsågs Wolfgang Wagners döttrar, Eva Wagner-Pasquier och Katharina Wagner att ta över festivalen. De skulle tillträda sina uppgifter omedelbart, eftersom deras far hade meddelat att han skulle gå i pension i slutet av 2008 års festival. De valdes före deras kusin Nike Wagner och Gerard Mortier, som hade lagt ett sent bud på regissörsposten den 24 augusti.

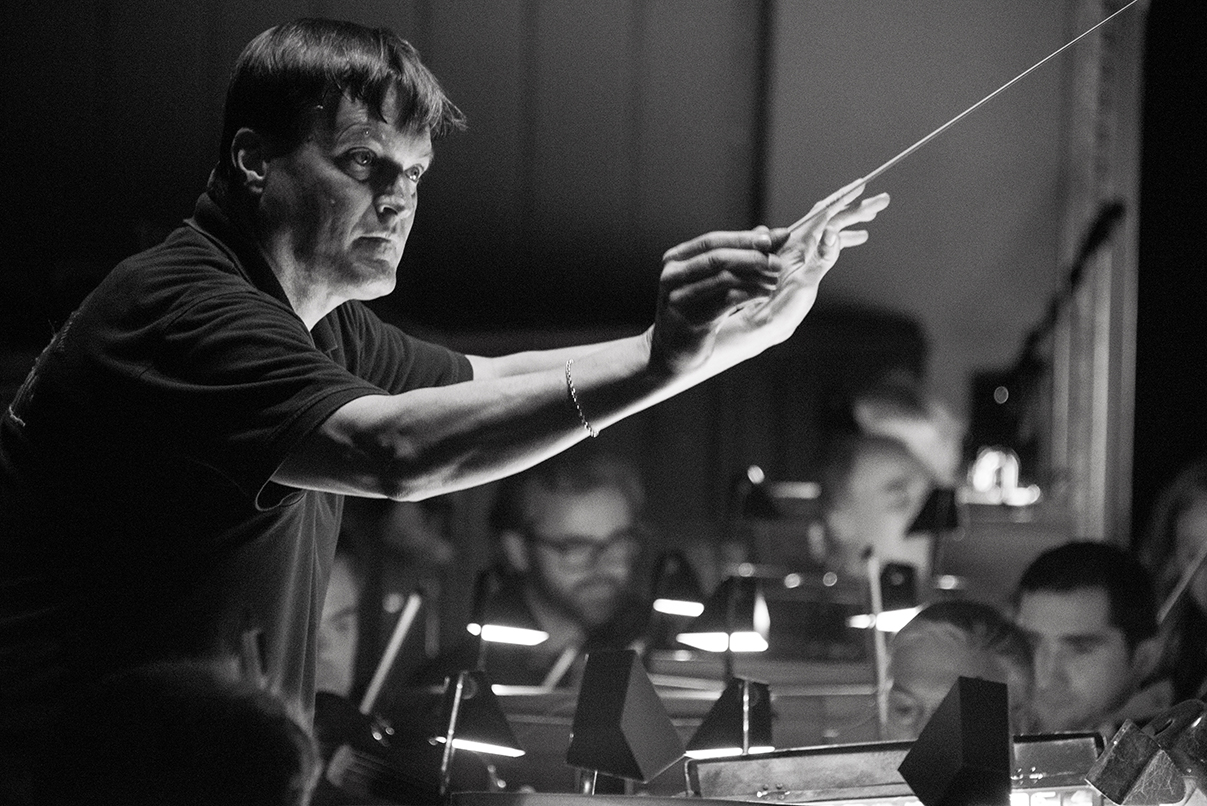
Christian Thielemann

Efter att hennes kontrakt löpte ut 2015 lämnade Eva Wagner-Pasquier ledningen i slutet av säsongen. Sedan dess har Katharina Wagner drivit festivalen ensam. Fram till slutet av 2015 assisterades hon av Heinz-Dieter Sense som verkställande direktör för Festspiele GmbH och sedan 2016 av Holger von Berg i samma funktion. Den 29 juni 2015 tillkännagavs att Christian Thielemann redan den 15 mars 2015 hade utsetts till chefsdirigent för festspelen i Bayreuth och med verkan fram till 2020, en befattning som aldrig tidigare funnits. Thielemann hade varit musikalisk rådgivare till festivalledningen sedan 2010 och i denna nya position kommer han att dela med sig av sin erfarenhet och ta itu med alla musikaliska frågor i huset. Vid en presskonferens vid Bayreuthfestspelen den 25 juli 2015 tillkännagavs att Thielemanns uppgift var att hjälpa till att forma Bayreuthfestspelens klang, att välja orkesteruppställning och att bygga upp en kärna av assistenter. I denna roll kommer han också att ge råd till den konstnärliga ledningen och tillhandahålla internationella solister
Den 31 mars 2020 tillkännagavs att på grund av Covid-19-pandemin och de restriktioner som följer av den skulle Festivalen 2020 (som skulle äga rum från 25 juli till 30 augusti) ställas in. Den nya uppsättningen av Nibelungens ring som planerats för festivalen skulle skjutas upp till åtminstone 2022. I slutet av april 2020 meddelade festivalen att Katharina Wagner tvingats avbryta sin tjänst på grund av sjukdom. Heinz-Dieter Sense utsågs till tillförordnad representant. I mitten av september 2020 återvände Katharina Wagner efter att ha tillfrisknat och tog över sina ledningsagendor igen.
Restriktionerna lättades inför 2021 års festival, som genomfördes med begränsad publikkapacitet och krav på testning/vaccination. Festivalen 2022 fortsatte som vanligt, inklusive den nya produktionen av Ringen.

## Organisationen
Programmet har traditionellt innehållit ett växlande urval av Richard Wagners stora verk: Den flygande holländaren, Tannhäuser, Lohengrin, Nibelungens ring (med de fyra delarna Rhenguldet, Valkyrian, Siegfried och Ragnarök), Tristan och Isolde, Mästersångarna i Nürnberg och Parsifal.

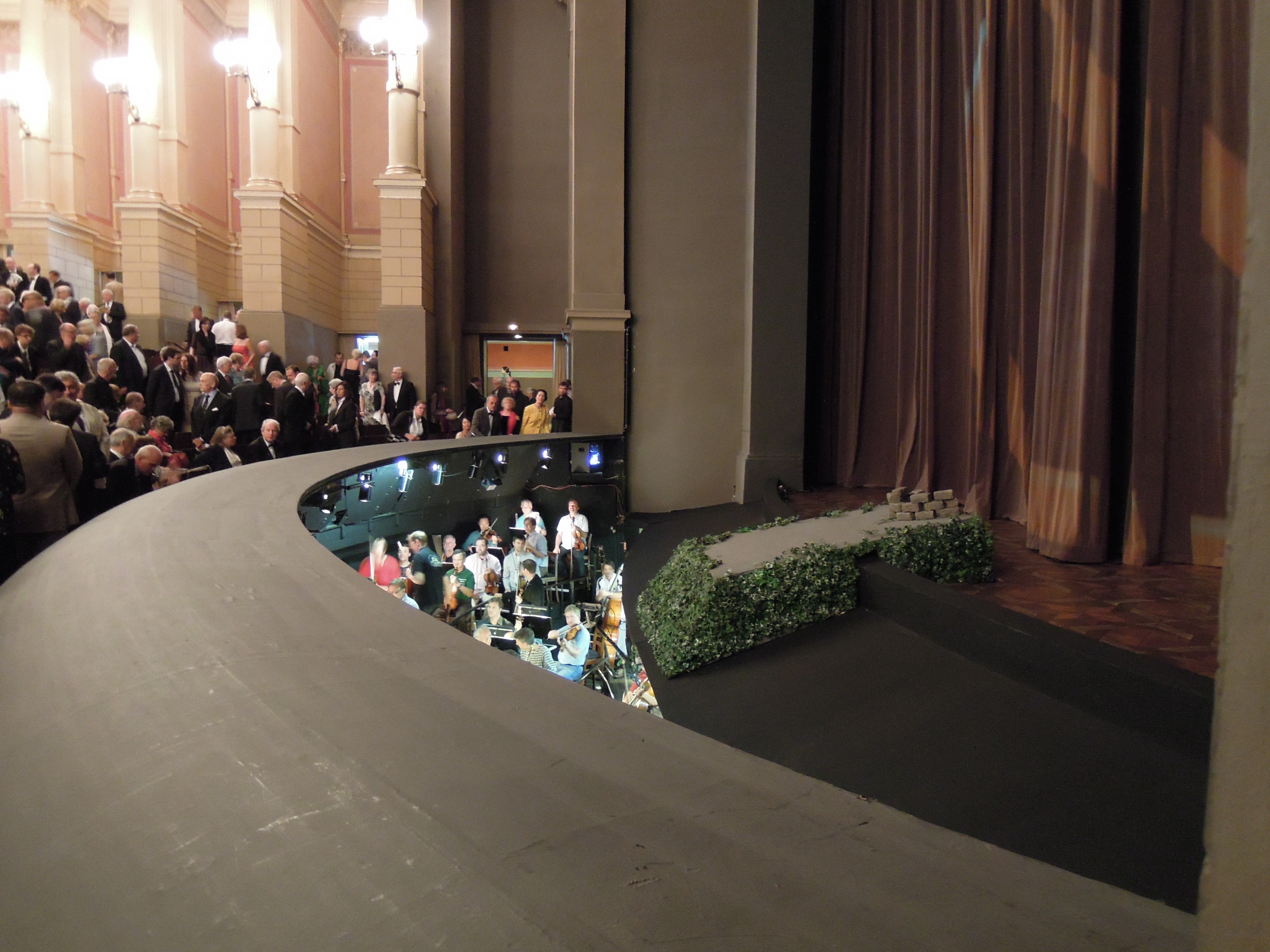
Publiken ser inte orkestern på grund av den skärm som skymmer orkesterdiket, därav skapas även den unika orkesterakustiken då musiken via skärmen slussas ut i salongen.

Emellanåt framfördes också Beethovens nionde symfoni i Festspielhaus. Richard Wagner dirigerade själv detta verk den 22 maj 1872 i samband med att grundstenen till Festspielhaus lades. Den nionde symfonin framfördes vid festspelen under ledning av Richard Strauss (1933), Wilhelm Furtwängler (1951, 1954), Paul Hindemith (1953), Karl Böhm (1963) och Christian Thielemann (2001). På 100-årsdagen av Richard Wagners svärfar Franz Liszts död framfördes Liszts Faustsymfoni 1986.
Vid flera tillfällen kom nya impulser till opera och musikteater från Bayreuth, till exempel från 1951 och framåt genom Wieland Wagners uppsättningar, som vågade göra en estetisk nystart med sin radikala "utrensning" av scenen, som fick en stildefinierande effekt fram till 1970-talet. År 1976 genomgick Patrice Chéreaus uppsättning av Ringen för festivalens 100-årsjubileum (den så kallade Jahrhundertring) återigen en stor stilistisk förändring och förnyelse, som till en början orsakade betydande störningar och protester, men som senare erkändes som trendsättande och konstnärligt enastående.
Musikaliskt anses festivalens framträdanden – särskilt när det gäller kören och orkestern – vara extraordinära över hela världen, vilket också har att göra med byggnadens arkitektoniska och akustiska särart (se även mystisk avgrund). Solisterna bjuds in för respektive säsong, även om hedersbetygelsen för inbjudan och de efterföljande beställningarna under de första åren kompenserade det faktum att artisterna vanligtvis fick en lön som låg långt under deras normala inkomster. Sångerskan Astrid Varnay har sagt: "Folk arbetar i Bayreuth, vi tjänar pengarna på annat håll." Denna princip går tillbaka till Richard Wagner själv, som förklarade: "Sångarna och musikerna får bara ersättning från mig, inte betalning. Den som inte kommer till mig av ära och entusiasm, han skall jag lämna där han är." Denna princip mjukades upp under de följande decennierna, så att "ingen konstnär avstår från en skälig ersättning enbart för Neubayreuths skull" (Michael Karbaum). I början av 1950-talet utgjorde personalkostnaderna knappt 50% av den totala budgeten, medan 78–80% på 1970-talet gick till löner och arvoden, vilket är i linje med vad som gäller för andra stora scener eller festivaler.

### Biljetter

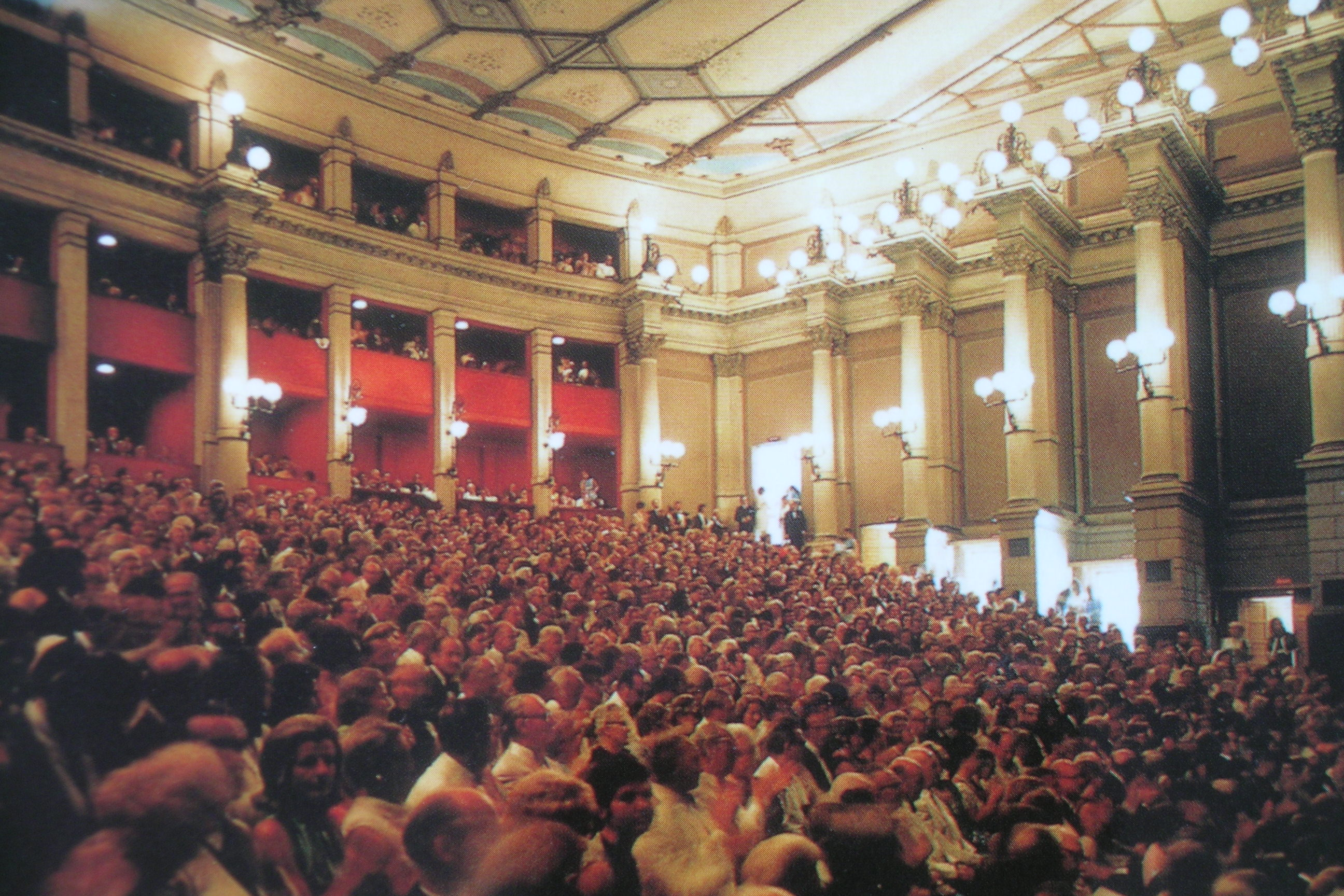
Salongen i Festspielhaus.

Festivalen lockar tusentals Wagner-fans till Bayreuth varje sommar. Upp till 32 föreställningar äger rum årligen i Bayreuth Festspielhaus. Liksom på Richard Wagners tid börjar föreställningarna på eftermiddagen, med en timmes paus mellan akterna, vilket verkar ganska lämpligt med tanke på längden och komplexiteten i Wagners verk och har sedan dess introducerats på andra teatrar för Wagnerföreställningar.
Det är mycket svårt att få tag på biljetter, eftersom efterfrågan (uppskattningsvis 500 000) vida överstiger utbudet (58 000 biljetter). I årtionden var de 30 föreställningarna slutsålda långt i förväg. Processen innebär att man skickar in en beställningsblankett varje sommar; Sökande är vanligtvis framgångsrika efter cirka tio år. Utebliven ansökan varje år leder till att man hamnar längst bak i kön. Även om vissa lotter delas ut genom lottning, ges företräde till medlemmar i Bayreuths vänner (finansiella donatorer), kända mecenater och regionala och internationella Wagnersällskap, som delas ut till deras egna medlemmar genom lottdragning eller villighet att betala ett högt bidrag.
Under vissa år fanns det en efterfrågan på upp till 500 000 biljettbeställningar, så att väntetider på tio år eller mer måste förväntas. Som ett resultat av detta utvecklades en svart marknad med festivalbiljetter, som i sin tur skulle motverkas av personliga biljetter och kontroller. Till Mästersångarna i Nürnberg 1996 var biljettpriset tio gånger högre än normalt vilket fick Wolfgang Wagner att ilskna till. Denna icke-transparenta utveckling var ett resultat av Wagner-familjens biljettförsäljning, åtminstone fram till slutet av Wolfgang Wagner-eran: ingen visste hur många reguljära biljetter som såldes och hur många favoriter, sponsorer och vänkretsar som fanns på festivalledningens tilldelningslista. Det förblev också oklart vem som faktiskt gick på föreställningarna eller sålde vidare de tilldelade biljetterna med vinst.
Under 2013 erbjöds dock biljetter till en operaproduktion uteslutande online, enligt först till kvarn-principen utan företräde. Det rapporteras att de sålde slut på några sekunder. Detta erbjudande upprepades för säsongen 2014, med biljetter tillgängliga till åtta föreställningar inklusive en komplett Ring-cykel. Från och med 2014 varierade biljettpriserna från 320 euro för en plats på första parkett till 45 euro för en plats på läktaren (tredje våningen) på bakre raden. Festivalens myndigheter övervakar ihärdigt biljettrafiken och övervakar sajter som eBay. Vid inträde måste låntagare visa fotolegitimation som matchar namnet på biljetten.

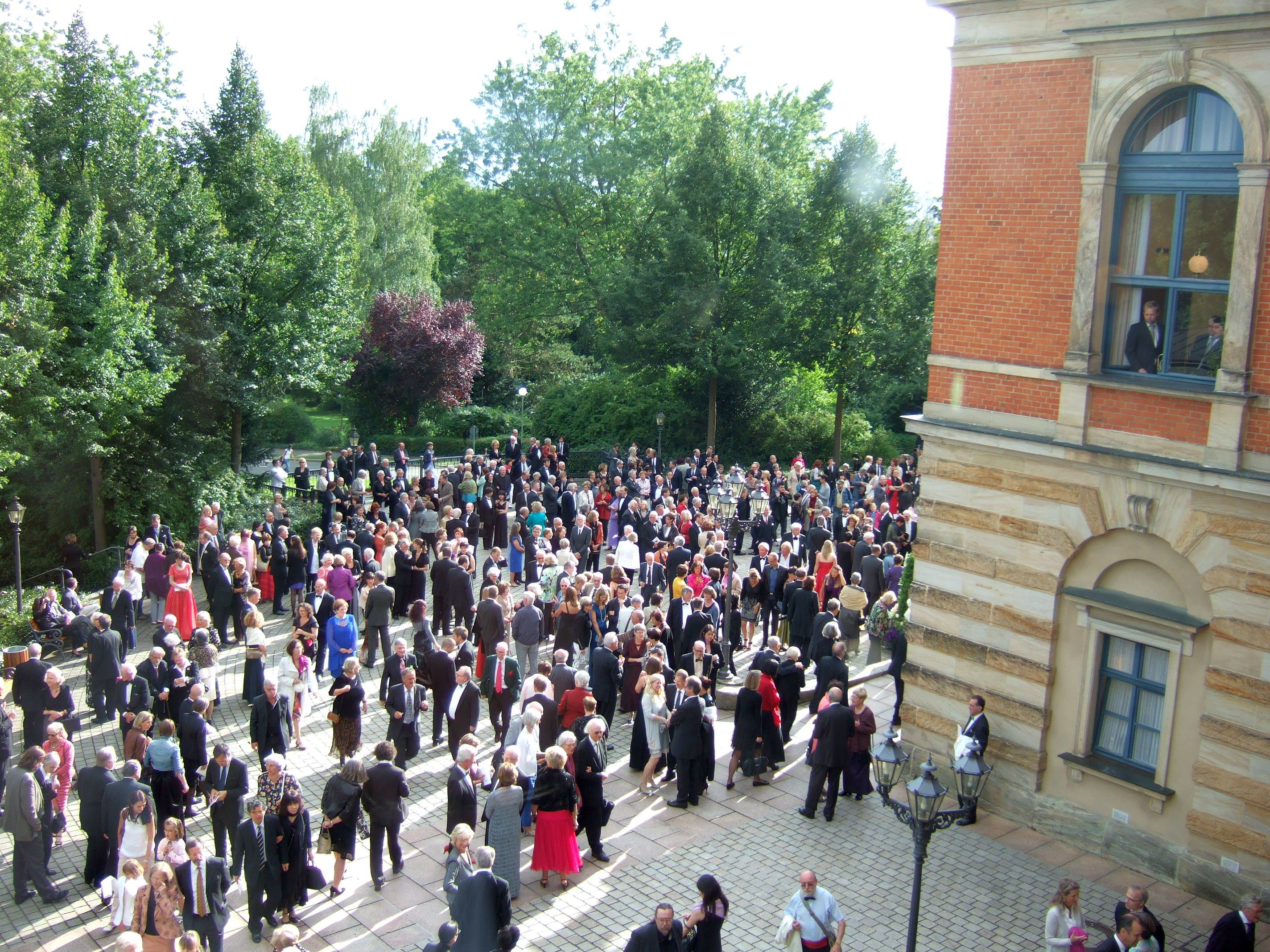
Publikmingel under en mellanakt 2011.

År 2011 blev det känt att endast cirka 40% av biljetterna gick till försäljning, majoriteten hade erbjudits till försäljning i form av andelar till särskilda målgrupper. Med 14 000 sålda biljetter per år var den största mottagaren "Sällskapet Bayreuths vänner", som stödde festivalen med donationer på upp till tre miljoner euro varje år. Ytterligare andelar av inköpsbiljetter ställdes till förfogande för företagssponsorer, staden Bayreuth, Oberfrankens distrikt och Bayerns statskansli. Wagners vänkretsar och musikerorganisationer togs med i beräkningen, liksom journalister (1000 gratis pressbiljetter plus en separat kvot för Bayerischer Rundfunk). Researrangörerna fick också korttilldelningar som de paketerade i paket med inkvartering och catering. År 2011 framkom det att tilldelningen av dessa kvoter var "oförenlig med den federala regeringens finansieringsmål".
Som svar på kritiken avslutade festivalen 2012 traditionen att erbjuda två föreställningar exklusivt för medlemmar i Deutscher Gewerkschaftsbund Bayern till ett rabatterat pris. Enligt uppgifter i medierna hade biljetterna till dessa föreställningar tidigare erbjudits i särskilt stor utsträckning på den svarta marknaden, så att den egentliga målgruppen endast nåddes i begränsad omfattning. År 2012 var tilldelningen av biljetter helt reglerad: från och med 2012 såldes cirka 65% av biljetterna, vilket är anledningen till att "Richard Wagner-föreningen", liksom alla 138 Wagner-föreningar, inte längre tog emot några andelar. Resebyråerna slutade också att få biljetter. Sällskapet för Bayreuths vänner fortsätter dock att åtnjuta förmånsbehandling. Som en konsekvens av dessa förändringar har dock efterfrågan på biljetter till Bayreuthfestspelen sjunkit kraftigt under tiden. 2016 var inte alla föreställningar slutsålda, inte ens dagen före premiären. Tomma platser vid vissa föreställningar hade redan uppmärksammats flera gånger under tidigare år.
Det ordinarie biljettpriset 2016 var mellan 30 och 320 euro (platser med begränsad sikt för 25 och 10 euro). I förhållande till den generellt höga konstnärliga kvaliteten anses priserna vara extremt måttliga, även jämfört med andra festivaler. Länge ansågs medlemskap i "Bayreuths vänner", som var förenat med extra kostnader (höga medlemsavgifter och önskade donationer), vara ett säkert sätt att få regelbunden tillgång till biljetter. På den svarta marknaden betalades tilläggsavgifter på upp till 700% utöver det ordinarie inträdespriset. Från och med säsongen 2017 kom 25% av biljettpriset att läggas till biljettpriset för premiärföreställningarna av respektive ny produktion, och 15% av biljettkategoripriset kom att läggas till det slutliga biljettpriset för de återstående föreställningarna av den nya produktionen. För nypremiärerna gällde de gamla priskategorierna.
Under tiden säljs biljetter till en del av föreställningarna också online, under säsongen 2013 till en början för en föreställning som sålde slut på några minuter. Sedan 2014 har biljetterna sålts online, som till en början sålde slut efter mycket kort tid. Richard-Wagner-Verband delar ut stipendier varje år, främst för att göra det möjligt för studenter att gå på föreställningar gratis. Detta är ytterligare ett försök att göra rättvisa åt Richard Wagners ideal om att göra det möjligt för alla seriöst intresserade att delta i festivalen, oavsett ekonomiska resurser.

### Dörrvakter
Dörrvakterna i Festspielhaus i Bayreuth kallades för "de blå flickorna". Namnet härstammar från den traditionella blå färgen på deras uniform fram till 2008. Från och med festivalsommaren 2009 var de dock enhetligt klädda i grått, och sedan säsongen 2018 har entrépersonalen burit mörka byxdressar.
Till en början var det främst ogifta unga damer från Bayreuths närområde, sedan dominerade kvinnliga studenter på teater- och operarelaterade kurser från Bayreuth, Tyskland, Europa och övriga världen. De hade möjlighet att se och lyssna på nästan alla 30 föreställningar under sin tjänstgöringssäsong. Sedan säsongen 2015 har även manliga dörrvakter varit i tjänst.

## Introduktionsföreläsningar
Sedan festivalen återupptogs efter andra världskriget 1951 har det hållits introduktionsföreläsningar till de föreställningar som äger rum samma dag. Talarna i denna serie av evenemang, som föreslogs av Wieland Wagner, var Erich Rappl och från 1998 Stefan Mickisch. Sedan flera år tillbaka hålls två introduktionsföreläsningar för varje föreställning med Stefan Mickisch och Detlev Eisinger (i denna funktion från 2002 till och med 2008) som talare. Ofta räknas mer än 10 000 lyssnare per säsong. Föreläsningar på engelska och franska erbjuds också på enskilda dagar. Vid sidan av de kommersiella introduktionerna till verket har det under flera år även hållits introduktionsföreläsningar i själva Festspielhaus, men dessa är reserverade för personer som har biljett till respektive föreställning på kvällen. Föreläsningarna börjar kl. 10.30 på föreställningsdagen. Talare är Sven Friedrich, chef för Richard Wagner-museet med dess nationella arkiv och forskningscentrum av Richard Wagner-stiftelsen Bayreuth. Sedan 2013 erbjuds även introduktionsföreläsningar till allmänheten två timmar före föreställningens början i Walhalla Lounge direkt på festivalområdet.

## Richard Wagner för barn
År 2009 framfördes en cirka en timme lång version av Den flygande holländaren avsedd för barn i åldrarna sex till tio år, på repetitionsscen IV i Festspielhaus (textversion: Alexander Busche; Version för 19 musiker/musikalisk ledning: Christoph Ulrich Meier; Regissör: Alvaro Schoeck, scenografi: Merle Vierck; Samarbetspartner: Hochschule für Musik "Hanns Eisler" Berlin).
År 2010 framfördes en bearbetning av Tannhäuser, 2011 Ring för barn, 2012 en barnvänlig version av Mästersångarna i Nürnberg (regi: Eva-Maria Weiss; musikalisk ledning: Hartmut Keil), 2013 (regi: Michael Höppner; musikalisk ledning: Boris Schäfer) en av Tristan och Isolde, 2014 en Lohengrin (regi: Maria-Magdalena Kwaschik; musikalisk ledning: Boris Schäfer), 2015 Parsifal i en version av Katharina Wagner (Regi: Tristan Braun; musikalisk ledning: Boris Schäfer). [60] och 2016 en barnvänlig version av Den flygande holländaren. År 2017 framfördes en ny Tannhäuser-produktion och därmed var hela Bayreuths verkkanon också inne på sin andra serie i barnoperorna. De 10 föreställningarna kommer att äga rum under festivalens två första veckor (25 juli – 10 augusti) och har visats på repetitionsscen IV sedan 2009. Barnens festivalorkester är Brandenburgs statsorkester Frankfurt (Oder). En speciell egenskap är barnens deltagande i produktionen genom kostymtävlingar eller som statister på scenen.

## Årtal för festivalerna
Festivalerna har arrangerats följande åren:
- 1876 1882 1883 1884 1886 1888 1889
- 1891 1892 1894 1896 1897 1899
- 1901 1902 1904 1906 1908 1909
- 1911 1912 1914
- 1924 1925 1927 1928 1930 1931 1933 1934 1936 1937 1938 1939
- 1940 1941 1942 1943 1944
- 1951 1952 1953 1954 1955 1956 1957 1958 1959
- 1960 1961 1962 1963 1964 1965 1966 1967 1968 1969
- 1970 1971 1972 1973 1974 1975 1976 1977 1978 1979
- 1980 1981 1982 1983 1984 1985 1986 1987 1988 1989
- 1990 1991 1992 1993 1994 1995 1996 1997 1998 1999
- 2000 2001 2002 2003 2004 2005 2006 2007 2008 2009
- 2010 2011 2012 2013 2014 2015 2016 2017 2018 2019
- 2021 2022 2023 2024

## Nyuppsättningar
- Den flygande holländaren/Der fliegende Holländer 1901, 1914, 1939, 1955, 1959, 1969, 1978, 1990, 2003, 2012
- Tannhäuser 1891, 1930, 1954, 1961, 1972, 1985, 2002, 2011
- Lohengrin 1894, 1936, 1953, 1958, 1967, 1979, 1987, 1999, 2010
- Nibelungens ring/Der Ring des Nibelungen 1876, 1896, 1933, 1951, 1960, 1965, 1970, 1976, 1983, 1988, 1994, 2000, 2006, 2013
- Tristan och Isolde/Tristan und Isolde 1886, 1927, 1938, 1952, 1957, 1962, 1974, 1981, 1993, 2005
- Mästersångarna i Nürnberg/Die Meistersinger von Nürnberg 1888, 1911, 1933, 1943, 1951, 1956, 1963, 1968, 1981, 1996, 2007
- Parsifal 1882, 1934, 1937, 1951,1975, 1982, 1989, 2004, 2008

## Dirigenter i Bayreuth
- Hans Richter 1876 1888 1889 1896 1897 1899 1901 1902 1904 1906 1908 1909 1911 1912
- Hermann Levi 1882 1883 1884 1886 1889 1891 1894
- Franz Fischer 1882 1883 1884 1899
- Felix Mottl 1886 1888 1889 1891 1894 1896 1897 1901 1902 1904
- Richard Strauss 1894 1933 1934
- Siegfried Wagner 1896 1897 1899 1901 1902 1904 1906 1908 1909 1911 1912 1914 1928
- Anton Seidl 1897
- Karl Muck 1901 1902 1904 1906 1908 1909 1911 1912 1914 1924 1925 1927 1928 1930
- Michael Balling 1904 1906 1908 1909 1911 1912 1914 1924 1925
- Franz Beidler 1904 1906
- Fritz Busch 1924
- Willibald Kaehler 1924 1925
- Karl Elmendorff 1927 1928 1930 1931 1933 1934 1938 1939 1940 1941 1942
- Franz von Hoesslin 1927 1928 1934 1938 1939 1940
- Arturo Toscanini 1930 1931
- Wilhelm Furtwängler 1931 1936 1937 1943 1944 1951 1954
- Heinz Tietjen 1933 1934 1936 1937 1938 1939 1941 1959
- Victor de Sabata 1938 1939
- Richard Kraus 1942
- Hermann Abendroth 1943 1944
- Hans Knappertsbusch 1951 1952 1954 1955 1956 1959 1960 1961 1962 1963 1964
- Herbert von Karajan 1951 1952
- Joseph Keilberth 1952 1953 1954 1955 1956 1957 1958
- Paul Hindemith 1953
- Eugen Jochum 1953 1954 1971 1972 1973
- Clemens Krauss 1953
- Andrè Cluytens 1955 1956 1957 1958 1965
- Wolfgang Sawallisch 1957 1958 1959 1960 1961 1962
- Erich Leinsdorf 1959 1972
- Lovro von Matačić 1959
- Rudolf Kempe 1960 1961 1962 1963 1967
- Ferdinand Leitner 1960
- Lorin Maazel 1960 1968 1969
- Josef Krips 1961
- Karl Böhm 1962 1963 1964 1965 1966 1967 1968 1969 1970 1971
- Thomas Schippers 1963
- Robert Heger 1964
- Berislav Klobučar 1964 1967 1968 1969
- Otmar Suitner 1964 1965 1966 1967
- Pierre Boulez 1966 1967 1968 1970 1976 1977 1978 1979 1980 2004 2005
- Carl Melles 1966
- Alberto Erede 1968
- Horst Stein 1969 1970 1971 1972 1973 1974 1975 1976 1977 1978 1979 1980 1981 1982 1983 1984 1986
- Silvio Varviso 1970 1971 1972 1973 1974
- Hans Wallat 1970 1971
- Heinrich Hollreiser 1973 1974 1975
- Carlos Kleiber 1974 1975 1976
- Hans Zender 1975
- Colin Davis 1977 1978
- Dennis Russell Davies 1978 1979 1980
- Edo de Waart 1979
- Woldemar Nelsson 1980 1981 1982 1984 1985
- Daniel Barenboim 1981 1982 1983 1986 1987 1988 1989 1990 1991 1992 1993 1994 1995 1996 1997 1998 1999
- Mark Elder 1981
- Peter Schneider 1981 1982 1984 1985 1986 1987 1988 1989 1990 1991 1993 1994 1998 1999 (2006)
- James Levine 1982 1983 1984 1985 1988 1989 1990 1991 1992 1993 1994 1995 1996 1997 1998
- Georg Solti 1983
- Giuseppe Sinopoli 1985 1986 1987 1989 1990 1991 1992 1993 1994 1995 1996 1997 1998 1999 2000
- Michael Schoenwandt 1987 1988
- Donald C. Runnicles 1992 1993 1995
- Antonio Pappano 1999 2000 2001 2005
- Christoph Eschenbach 2000
- Christian Thielemann 2000 2001 2002 2003 2004 2005 2006 2007 (2008)
- Adam Fischer 2001 2002 2003 2004 (2006)
- Sir Andrew Davis 2002 2003 2004
- Marc Albrecht 2003 2005 2006
- Eiji Oue 2005
- Sebastian Weigle 2007 (2008)
- Daniele Gatti (2008)

## Regissörer i Bayreuth (ej komplett)
- Wieland Wagner
- Wolfgang Wagner
- Götz Friedrich
- Patrice Chéreau
- Jean-Pierre Ponnelle
- Harry Kupfer
- Peter Hall
- Werner Herzog
- Christoph Schlingensief
- Katharina Wagner

## Sångare i Bayreuth

### Svenska sångare (ej komplett)
- Joel Berglund
- Sigurd Björling
- Helge Brilioth
- Lars Cleveman
- Martina Dike
- Helena Döse
- Barbro Ericson
- MariAnne Häggander
- Nanny Larsén-Todsen
- Catarina Ligendza
- Sylvia Lindenstrand
- Berit Lindholm
- Kerstin Meyer
- Birgit Nilsson
- Bengt Rundgren
- Erik Saedén
- Nina Stemme
- Set Svanholm
- Birgitta Svendén
- Iréne Theorin
- Ingvar Wixell
- Ingeborg Holmgren
- John Lundgren
- Christina Nilsson